# Preserje pri Lukovici
Preserje pri Lukovici este o localitate din comuna Lukovica, Slovenia, cu o populație de 75 de locuitori.